# Paramount Network (France)
Paramount Network, anciennement Paramount Channel, est une chaîne de télévision française de cinéma destinée aux films du studio Paramount Pictures. Elle appartient à Paramount Networks France, filiale de Paramount Global. C'est la seconde chaîne Paramount après l'Espagne, lancée en mars 2012. Elle est à la fois la toute première et unique chaîne française destinée à la diffusion de films de cinéma à être entièrement gratuite.

## Historique de la chaîne
Le lancement de la chaîne est annoncé dans le magazine de télévision hebdomadaire Télécâble Sat Hebdo[réf. souhaitée].
En juin 2013, le groupe annonce officiellement son arrivée le 5 septembre 2013.
La chaîne voit sa diffusion démarrer avec le film Sous le plus grand chapiteau du monde (1952)[pertinence contestée].
La chaîne diffuse de 7 h à 5 h approximativement, et ce depuis le second semestre 2015, quand elle a étendu ses horaires, passant ainsi d’une moyenne de 18 heures de diffusion quotidienne à plus ou moins 22 heures par jour, avoisinant ainsi la diffusion en continu.
En juin 2016, Paramount Channel Décalé a été lancée sur Numericable et SFR, et le 1er juillet 2016 en HD sur Freebox TV. C'est la version de décalage d'une heure de la chaîne et la troisième du groupe en France après Game One +1 et Nickelodeon +1 (qui a remplacé MTV +1 en mars 2016). Elle est arrivée en haute définition sur Numericable durant le mois de juillet. Elle est intégrée au bouquet Ciné Séries de la TV d’Orange depuis juillet 2017.
Le 6 décembre 2016, Paramount Channel a rejoint l'offre Cinérama de Bis Télévisions, elle y a disparu en 2019.
Paramount Channel est disponible à Bruxelles et en Wallonie depuis le 7 avril 2020 sur Voo et depuis le 14 avril sur Telenet.
Le 20 Janvier 2025, Paramount Channel devient Paramount Network, et Paramount Channel Décalé devient Paramount Network Décalé[réf. souhaitée].

## Identité graphique

Logo de Paramount Channel du 5 septembre 2013 au 20 janvier 2025
Logo de Paramount Network depuis le 20 janvier 2025

## Organisation

### Direction de l'entreprise
- Gérant / Directeur Général : Thierry Cammas
- Directeur des Programmes et des Antennes MTV : Matthieu Crubezy

## Programmes
Paramount Channel diffuse des films et des séries du studio Paramount Pictures, des années 1930 aux années 2010. Il y a exclusivement des films Américains diffusés sur la chaîne. Certains films qui sont diffusés sont rares voire inexistants sur le marché,.
La chaine diffuse Le Buzz, tous les mercredis, présenté par Fethi Maayoufi.
À partir du 6 janvier 2014 au 10 janvier 2014, l'émission Le Buzz a diffusé les Goldens Globes 2014.
La semaine spéciale Oscars s'est déroulée du 24 février 2014 au 2 mars 2014 sur Paramount Channel.
À partir d'octobre 2018, la chaine diffuse chaque mois le programme Un Film 1 After où l'équipe du podcast 2 heures de perdues débriefe, à sa façon, le film diffusé en première partie de soirée.

### Séries télévisées
Les séries sont diffusées dans leur format d'origine donc souvent en 4:3.
- Happy Days (en Italie)
- Mission impossible
- L'incroyable Hulk
- L'homme qui valait trois milliards
- Starsky et Hutch
- Super Jaimie
- Drôles de dames
- Bonanza
- Les Envahisseurs
- La croisière s'amuse
- K 2000

## Diffusion

### France métropolitaine
| Diffusion                | Satellite | Satellite | Câble | ADSL/Fibre/OTT | ADSL/Fibre/OTT | ADSL/Fibre/OTT | ADSL/Fibre/OTT | ADSL/Fibre/OTT | ADSL/Fibre/OTT | ADSL/Fibre/OTT |
| ------------------------ | --------- | --------- | ----- | -------------- | -------------- | -------------- | -------------- | -------------- | -------------- | -------------- |
| Opérateur                | Canal+    | Canal+    | SFR   | Canal+         | Canal+         | SFR            | Bouygues       | Free           | Orange         | Vidéo Futur    |
| Opérateur                | N°Canal   | N°TNT     | SFR   | N°Canal        | N°TNT          | SFR            | Bouygues       | Free           | Orange         | Vidéo Futur    |
| Paramount Network        | 43        | 64        | 160   | 43             | 64             | 160            | 84             | 52             | 56             | 88             |
| Paramount Network Décalé | 44        | 65        | 161   | 44             | 65             | 161            | 92             | 122            | 57             | -              |

### La Réunion
- Zeop : chaîne 29
- Canal+ Réunion : chaîne 152

### Belgique
- Voo : chaîne 122
- Telenet : chaîne 453
- Proximus Picks : chaîne 67 (317 Flandres), à partir du 1er janvier 2021

### Suisse
- UPC : chaîne 156
- Citycâble : chaîne 32

### Afrique
- Les Bouquets Canal+ : chaîne 102

## Annexe